# Programa Minimalista
Na linguística, o Programa Minimalista (PM) é uma linha de pesquisa importante que vem se desenvolvendo dentro da gramática gerativa desde o início dos anos 90, começando com um artigo de 1993 de Noam Chomsky.
Chomsky apresenta o Programa Minimalista como um programa e não como uma teoria, seguindo a distinção de Imre Lakatos. O PM busca ser um modo de investigação caracterizado pela flexibilidade das múltiplas direções que seu minimalismo possibilita. Em última análise, o PM fornece uma estrutura conceitual usada para orientar o desenvolvimento da teoria linguística. No minimalismo, Chomsky tenta abordar a gramática universal a partir de baixo - isto é, propondo a pergunta "qual seria a resposta ideal para o que a teoria da linguagem deveria ser?"
Para Chomsky, existem questões minimalistas, mas as respostas podem ser enquadradas em qualquer teoria. De todas estas questões, as duas que desempenham o papel mais crucial são:
- O que é linguagem?
- O que faz a linguagem ter as propriedades que tem?

## Bases teóricas

### Perfeição
O PM apela para a ideia de que a habilidade da linguagem em humanos mostra sinais de ser incorporada sob um design ideal com organização primorosa, o que parece sugerir que o funcionamento interno está de acordo com uma lei computacional muito simples ou um órgão mental particular. Em outras palavras, a PM trabalha com a suposição de que a gramática universal constitui um projeto perfeito no sentido de que contém apenas o que é necessário para atender às necessidades conceituais e físicas (fonológicas) dos seres humanos.
Do ponto de vista teórico, e no contexto da gramática gerativa, o PM baseia-se na abordagem minimalista do programa de princípios e parâmetros, considerado o modelo teórico padrão último que a linguística gerativa desenvolveu desde os anos 80. O que essa abordagem sugere é a existência de um conjunto fixo de princípios válidos para todas as linguagens, que, quando combinadas com configurações de um conjunto finito de chaves binárias (parâmetros), podem descrever as propriedades específicas que caracterizam o sistema de linguagem atingir.
O PM tem como objetivo saber o quanto dos princípios e parâmetros do modelo podem ser tomados como resultado deste projeto hipotético ideal e computacionalmente eficiente da faculdade de linguagem humana. Por sua vez, versões mais desenvolvidas da abordagem Princípios e Parâmetros fornecem princípios técnicos a partir dos quais a PM pode ser vista como seguindo.

### Economia
O PM visa o desenvolvimento de idéias envolvendo economia de derivação e economia de representação, que começaram a se tornar significativas no início dos anos 90, mas ainda eram aspectos periféricos da gramática transformacional.
A economia de derivação é um princípio que indica que os movimentos (isto é, transformações) só ocorrem para combinar características interpretáveis com características não interpretáveis. Um exemplo de uma característica interpretável é a inflexão plural em substantivos ingleses regulares, por exemplo, cães. A palavra cães só pode ser usada para se referir a vários cães, não a um único cão, e assim essa inflexão contribui para o significado, tornando-o interpretável. Os verbos ingleses são flexionados de acordo com o número de seus sujeitos (por exemplo, "Mordida de cães" vs. "Mordidas de cão"), mas essa informação só é interpretável quando uma relação é formada entre o sujeito e o verbo, então o movimento do sujeito É necessário.
Economia de representação é o princípio de que as estruturas gramaticais devem existir para um propósito, ou seja, a estrutura de uma sentença não deve ser maior ou mais complexa do que o necessário para satisfazer restrições de gramaticalidade, que são equivalentes a restrições no mapeamento e interfaces sensori-motoras no sistema ideal que o minimalismo procura explorar.

## Críticas
No final da década de 1990, David E. Johnson e Shalom Lappin publicaram as primeiras críticas detalhadas do programa minimalista de Chomsky. Este trabalho técnico foi seguido por um debate animado com os proponentes do minimalismo sobre o status científico do programa. O artigo original provocou várias respostas e mais duas rodadas de respostas e contra-respostas em edições subsequentes do mesmo periódico.
Lappin et al. argumentam que o programa minimalista é um afastamento radical da prática linguística chomskiana anterior, que não é motivada por novas descobertas empíricas, mas sim por um apelo geral à perfeição, que é empiricamente desmotivada e tão vaga a ponto de ser infalível. Eles comparam a adoção desse paradigma por pesquisadores linguísticos a outras mudanças de paradigma histórico nas ciências naturais e concluem que o programa minimalista tem sido uma "revolução não científica", impulsionada principalmente pela autoridade de Chomsky em linguística. As várias respostas ao artigo em Linguagem Natural e Número 4 (2000) fazem várias defesas diferentes do programa minimalista. Alguns afirmam que não é de fato revolucionária ou de fato não amplamente adotada, enquanto outros concordam com Lappin e Johnson sobre esses pontos, mas defendem a imprecisão de sua formulação como não problemática à luz de seu status como um programa de pesquisa e não como uma teoria. (Veja acima)

## Leituras futuras
Muita pesquisa foi dedicada ao estudo das conseqüências que surgem quando questões minimalistas são formuladas. Essa lista não é exaustiva.

### Trabalhos de Noam Chomsky
- Chomsky, Noam. 1993. "A minimalist program for linguistic theory". In Hale, Kenneth L. and S. Jay Keyser, eds. The view from Building 20: Essays in linguistics in honor of Sylvain Bromberger. Cambridge, Massachusetts: MIT Press. 1–52
- Chomsky, Noam. 1995. The Minimalist Program. Cambridge, Massachusetts: The MIT Press.
- Chomsky, Noam. 2000. Minimalist inquiries: the framework. In Step by Step: Essays on Minimalist Syntax in Honor of Howard Lasnik, eds. Roger Martin, David Michaels and Juan Uriagereka, 89–155. Cambridge, Massachusetts: MIT Press.
- Chomsky, Noam. 2000. New horizons in the study of language and mind. Cambridge, UK ; New York: Cambridge University Press.
- Chomsky, Noam. 2001. Derivation by Phase. In Ken Hale: A Life in Language, ed. Michael Kenstowicz, 1–52. Cambridge, Massachusetts: MIT Press.
- Chomsky, Noam. 2004. Beyond Explanatory Adequacy. In Structures and Beyond. The Cartography of Syntactic Structures, ed. Adriana Belletti, 104–131. Oxford: Oxford University Press.
- Chomsky, Noam. 2005. Three Factors in Language Design. Linguistic Inquiry 36: 1–22.
- Chomsky, Noam. 2007. Approaching UG From Below. In Interfaces + Recursion = Language?, eds. Uli Sauerland and Hans Martin Gärtner, 1–29. New York: Mouton de Gruyter.
- Chomsky, Noam. 2008. On Phases. In Foundational Issues in Linguistic Theory. Essays in Honor of Jean-Roger Vergnaud, eds. Robert Freidin, Carlos Peregrín Otero and Maria Luisa Zubizarreta, 133–166. Cambridge, Massachusetts: MIT Press.
- Chomsky, Noam. 2013. Problems of Projection. Lingua 130: 33-49.

### Livros de linguística sobre minimalismo
- Adger, David. 2003. Core Syntax. A Minimalist Approach. Oxford: Oxford University Press
- Boeckx, Cedric. 2006. Linguistic Minimalism. Origins, Concepts, Methods and Aims. Oxford: Oxford University Press.
- Bošković, Željko and Howard Lasnik (eds). 2006. Minimalist Syntax: The Essential Readings. Malden, MA: Blackwell.
- Cook, Vivian J. and Newson, Mark. 2007. Chomsky's Universal Grammar: An Introduction. Third Edition. Malden, MA: Blackwell.
- Hornstein, Norbert, Jairo Nunes and Kleanthes K. Grohmann. 2005. Understanding Minimalism. Cambridge: Cambridge University Press
- Lasnik, Howard, Juan Uriagereka, Cedric Boeckx. 2005. A Course in Minimalist Syntax. Malden, MA: Blackwell
- Radford, Andrew. 2004. Minimalist Syntax: Exploring the Structure of English. Cambridge, UK:Cambridge University Press.
- Uriagereka, Juan. 1998. Rhyme and Reason. An Introduction to Minimalist Syntax. Cambridge, Massachusetts: MIT Press.
- Webelhuth, Gert (ed.). 1995. Government and Binding Theory and the Minimalist Program: Principles and Parameters in Syntactic Theory. Wiley-Blackwell

### Trabalho nas principais noções teóricas e suas aplicações
- Boeckx, Cedric (ed). 2006. Minimalist Essays. Amsterdam: John Benjamins.
- Bošković, Željko. 1997. The Syntax of Nonfinite Complementation. An Economy Approach. Cambridge, Massachusetts: MIT Press.
- Brody, Michael. 1995. Lexico-Logical Form: a Radically Minimalist Theory. Cambridge, Massachusetts: MIT Press.
- Collins, Chris. 1997. Local Economy. Cambridge, Massachusetts: MIT Press.
- Epstein, Samuel David, and Hornstein, Norbert (eds). 1999. Working Minimalism. Cambridge, Massachusetts: MIT Press.
- Epstein, Samuel David, and Seely, T. Daniel (eds). 2002. Derivation and Explanation in the Minimalist Program. Malden, MA: Blackwell.
- Fox, Danny. 1999. Economy and Semantic Interpretation. Cambridge, Massachusetts: MIT Press.
- Martin, Roger, David Michaels and Juan Uriagereka (eds). 2000. Step by Step: Essays on Minimalist Syntax in Honor of Howard Lasnik. Cambridge, Massachusetts: MIT Press.
- Pesetsky, David. 2001. Phrasal Movement and its Kin. Cambridge, Massachusetts: MIT Press.
- Richards, Norvin. 2001. Movement in Language. Oxford: Oxford University Press.
- Stroik, Thomas. 2009. Locality in Minimalist Syntax. Cambridge, Massachusetts: MIT Press.